# 東日本銀行
株式会社東日本銀行（ひがしにっぽんぎんこう、英: The Higashi-Nippon Bank, Limited）は、東京都に本店を構える銀行（第二地方銀行）。コンコルディア・フィナンシャルグループの完全子会社。

## 概要
1924年に茨城県水戸市で常磐（ときわ）無尽として創業し、1951年に常磐相互銀行として設立した。翌1952年に東京都へ本拠地を移転し、都内を中心に店舗網を開拓。1989年に普通銀行転換により現行名となる。木を図案化したシンボルマークは相互銀行時代のものを継承している。
行員が自転車で取引先を訪問する機動性の高い営業スタイルを確立しており、中小企業や個人事業主相手の融資が中心であるが預貸率は9割と高水準にある。
店舗は東京都が54店舗（うち45店舗が23区内）、神奈川県が8店舗、千葉県が3店舗、埼玉県が4店舗、茨城県が13店舗、栃木県が1店舗、インターネット支店が1であり、首都圏内で4県以上に広域展開する唯一の第二地方銀行である。なお店舗数は、支店の数であるが同一箇所に複数の支店が存在することがある（例えば、大田区南蒲田1丁目1番25号には蒲田支店等四つの支店が存在する）ため店舗の実数は、これを下回っている。
キャラクターとして、フィリックス・ザ・キャットを採用。
テレビCMは一時期出稿していたが、ラジオCMがメインであり、TBSラジオ・ニッポン放送を中心に出稿している。
2005年1月に消費者金融大手のアイフルが当社株式を買い増して大株主となり、ライフカードと連携して融資商品の信用保証や提携クレジットカードの発行など業務提携を行った。2011年4月にアイフル持株の大半を自己株式として取得しているが、消費者金融大手が日本の銀行の大株主上位となった事例は当行のみである。
2010年に石井道遠が頭取に就任すると、規模の拡大のために経営統合交渉を八千代銀行や足利ホールディングスと水面下で行うも破談となり、2014年（平成26年）11月に横浜銀行と金融持株会社方式での経営統合を目指すことで合意した。2015年（平成27年）3月からの両行ATM手数料の平日定時無料化 を皮切りに横浜銀行及びそのグループ会社との協業が実施されている。
2015年4月21日に法人取引特化店舗として青山支店を開設し、同形態の出店を進め都心部での店舗網の拡充に努めるとしている。
2016年4月、横浜銀行と共に株式移転を行い、コンコルディア・フィナンシャルグループを設立した。
2018年7月13日、金融庁から業務改善命令を受けた。金利とは別に根拠不明な手数料を取引先から取るなど、不適切な融資が見つかったためである。金融庁は、同行の融資審査体制にも不備があったとし、内部管理の強化や経営責任の明確化などをまとめた経営改善計画を策定し、同年8月13日までに提出するよう命じた。

## 沿革
- 1924年（大正13年） - 茨城県水戸市に、常磐無尽株式会社を設立する。
- 1951年（昭和26年） - 商号を株式会社常磐相互銀行に変更する。
- 1952年（昭和27年） - 本店を東京都千代田区飯田町に移転する。
- 1953年（昭和28年） - 本店を東京都千代田区神田富山町に移転する。
- 1973年（昭和48年） - 商号を株式会社ときわ相互銀行に変更する。
- 1975年（昭和50年） - 本店を東京都中央区日本橋に移転する。
- 1989年（平成元年） - 金融機関の合併及び転換に関する法律に基づく認可によって普通銀行に転換し、商号を株式会社東日本銀行に変更する。
- 1995年（平成7年）1月 - 第3次総合オンラインシステム稼働。
- 2001年（平成13年） - 破綻した新潟中央銀行の営業を一部譲り受ける。
- 2007年（平成19年） - 東京都民銀行・八千代銀行との間で現金自動預け払い機 (ATM) 出金利用手数料無料提携を締結し、ATM相互提携サービス「しゅとねっと」を開始する。
- 2009年（平成21年）- 2009年3月期決算が経営健全化計画で示した利益目標を大幅に下回った為、金融庁から業務改善命令の発動を受ける[11][12]。
- 2011年（平成23年）
  - 3月31日 - 公的資金200億円を完済[13]。
  - 4月18日 - インターネット専用支店の「お江戸日本橋支店」を開設する。
- 2013年（平成25年）10月7日 - ローソンATM、イーネットとの提携開始[14]。
- 2014年（平成26年）
  - 4月 - 東日本ビジネスサービスが東日本オフィスサービスを吸収合併。
  - 11月4日 - 横浜銀行との経営統合で基本合意したと発表。
- 2015年（平成27年）
  - 3月2日 - 横浜銀行とATM相互開放実施。
  - 9月8日 - 横浜銀行と金融持株会社「コンコルディア・フィナンシャルグループ」を設立することで最終合意。
- 2016年（平成28年）
  - 4月1日 - コンコルディア・フィナンシャルグループ設立。
- 2018年（平成30年）
  - 7月13日 - 不適切な融資を繰り返していたとして、金融庁から業務改善命令を受ける。
  - 8月10日 - 不適切営業等の問題を受けて金融庁に業務改善計画を提出。また、石井道遠会長の退任や役員らの処分を発表[15]。

## 歴代頭取
| 代 | 氏名       | 期間            | 備考                                |
| -- | ---------- | --------------- | ----------------------------------- |
| 1  | 平井廸郎   | 1989年 - 1997年 | ときわ相互銀行社長（1981年-1989年） |
| 2  | 吉居時哉   | 1997年 - 2001年 |                                     |
| 3  | 鏡味徳房   | 2001年 - 2011年 |                                     |
| 4  | 石井道遠   | 2011年 - 2018年 |                                     |
| 5  | 大神田智男 | 2018年 - 2019年 |                                     |
| 6  | 大石慶之   | 2019年 -        |                                     |

## 営業施策

### 個人顧客向けサービス
クレジットカード一体型キャッシュカード
かつて「東日本ワイドカード」としてUCカードブランドのクレジットカード一体型キャッシュカード（自社発行）があったが、2006年9月30日をもって発行を終了し、順次「東日本Cash Card -Next to You-」（ライフ発行、マスターカード）に切替られている。

### ネット支店
関東地方に本拠を置く第二地方銀行としては東和銀行に次いで、インターネット支店「お江戸日本橋支店」（支店コード : 707）を開設した。所在地は本社所在地と同じである。首都圏を営業エリアとしているが、口座開設にあたっては日本国内であれば居住地の制限はない。
インターネット支店独自の商品である専用定期預金なども取り扱っている。一般の支店と同様に磁気キャッシュカードを発行しているが、当支店口座用のカードは浮世絵を意匠とした独自のデザインとなっており、3種類から選択できる。

### 中小企業の海外進出支援
メトロポリタン銀行（フィリピン）、東亜銀行（香港）と提携しているほか、横浜銀行との経営統合により中国にある同行上海支店の協力を得る。

## 情報処理システム

### 勘定系システム
富士通とアウトソーシング契約を締結し、東日本銀の関連会社であった関東データセンターを同社に譲渡。商号を変更した富士通バンキングインフォテクノが開発・運用を担っている。
2016年3月31日、東日本銀は経営統合による基幹システム統合に関して、横浜銀が共同利用するシステムであるMEJAR（メジャー）への参画に向けた検討を開始することで基本合意したと発表し、2019年1月4日に移行した。

## 関係会社

### 連結子会社
- 東日本ビジネスサービス株式会社
- 東日本保証サービス株式会社
- 東日本銀ジェーシービーカード株式会社